# La Terreur des Batignolles
La Terreur des Batignolles est un court-métrage français réalisé par Henri-Georges Clouzot, sorti en 1931.

## Fiche technique
- Titre : La Terreur des Batignolles
- Réalisation : Henri-Georges Clouzot
- Scénario : Jacques de Baroncelli
- Pays d'origine : France
- Format : Noir et blanc
- Genre : Court métrage
- Date de sortie : 1931

## Distribution
- Germaine Aussey
- Boucot Fils
- Jean Wall